# Kolej podziemna. Czarna krew Ameryki
Kolej podziemna. Czarna krew Ameryki (tyt. oryg. The Underground Railroad) – powieść amerykańskiego pisarza Colsona Whiteheada.
Książka stała się bestsellerem i została wyróżniona prestiżowymi nagrodami: Pulitzera, National Book Award, Arthura C. Clarke’a, Goodreads Choice Award, a także Andrew Carnegie Medals for Excellence in Fiction and Nonfiction.

## Fabuła
Powieść, której akcja toczy się w Stanach Zjednoczonych w XIX wieku, jest historią młodej niewolnicy, Cory, która wraz z innym niewolnikiem, Ceasarem, decydują się na ucieczkę z plantacji. Para uciekinierów korzysta z tytułowej kolei podziemnej, systemu transportu niewolników z niewolniczych stanów południa na północ Ameryki. Kolej podziemna istniała naprawdę – tak umownie określano system przerzutowy zbiegłych czarnych niewolników. Na system składały się szlaki, tunele, kryjówki, ale i ludzie – przewodnicy i sponsorzy, a także organizacje. Autor w tej powieści interpretuje dosłownie określenie systemu przerzutowego i umieszcza linie kolejowe pod ziemią.

## Ekranizacja
Książka została zekranizowana przez Barry’ego Jenkinsa dla platformy Amazon Prime Video. 10-odcinkowy serial miał premierę 14 maja 2021.